# St. Alexander (Schepsdorf)

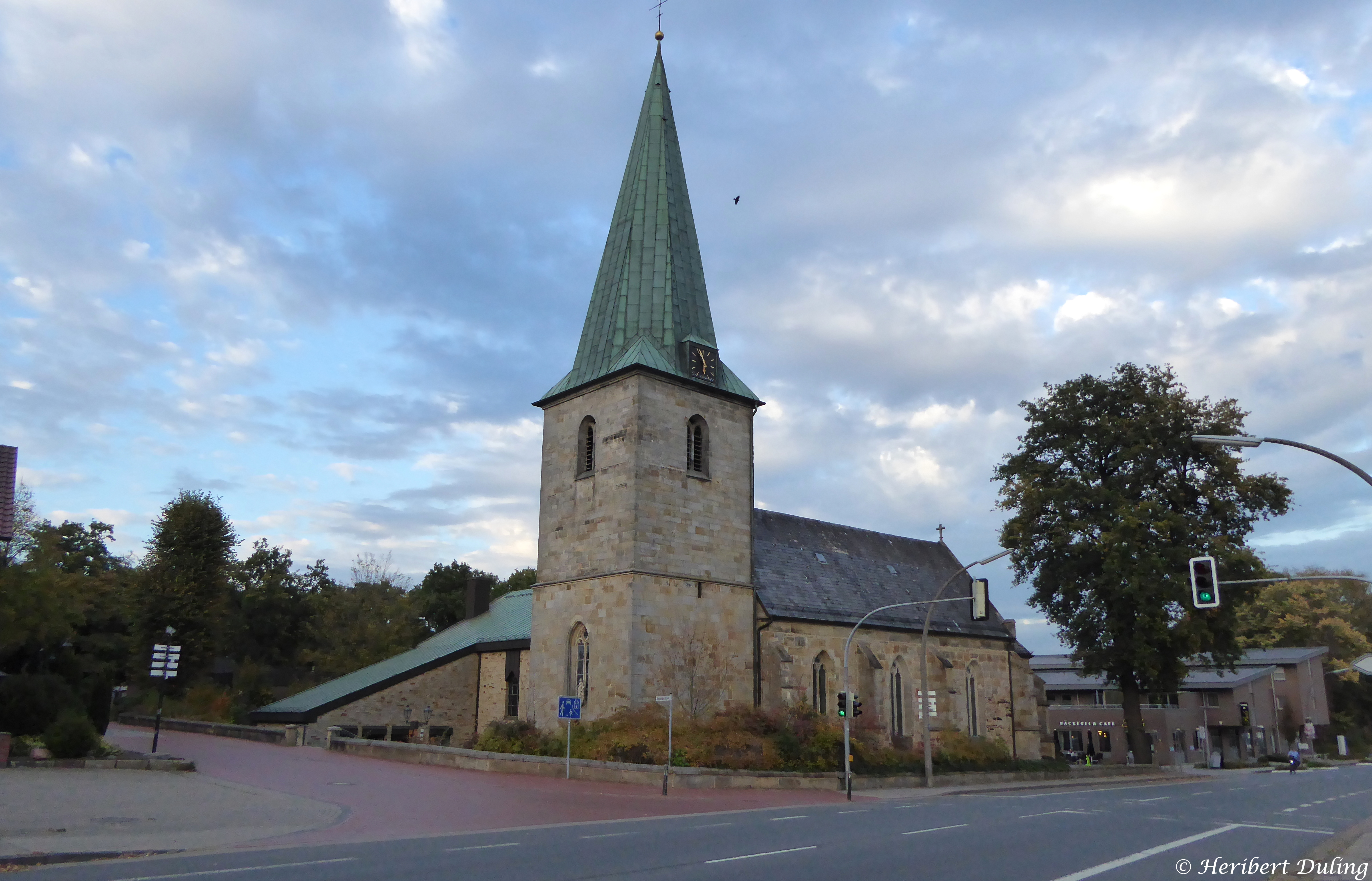
St. Alexander in Schepsdorf

St. Alexander ist die römisch-katholische Kirche in Schepsdorf, einem südwestlichen Stadtteil von Lingen, Landkreis Emsland in Niedersachsen. Die im Kern romanische Kirche des 11./12. Jahrhunderts wurde mehrfach umgebaut und erweitert. Im Zuge einer Gotisierung im 15. Jahrhundert wurde ein Westturm ergänzt. Der polygonale Chor stammt aus dem Jahr 1874 und der Nordanbau aus dem Jahr 1965. Die Kirche gehört zum Dekanat Emsland-Süd und ist Teil der Pfarreiengemeinschaft St. Alexander (Lingen-Schepsdorf), St. Bonifatius (Lingen), Christ König (Lingen-Darme) und St. Gertrudis (Lingen-Bramsche).

## Geschichte
Als es noch keine Brücken gab, mussten Fuhrwerke und Reisende mit einer Fähre die Ems in Schepsdorf überqueren, wo sich zwei bedeutende Handelswege kreuzten: der Verkehr vom Münsterland nach Ostfriesland und der von Holland nach Bremen. An dieser Stelle entstand eine kleine Holzkirche für Pilger, die anlässlich der Überführung der Reliquien des hl. Alexander nach Wildeshausen im Winter 850/851 auf die Emsfähre warteten.
Der älteste Teil der heutigen Kirche sind die Außenmauern einer ehemals romanischen Saalkirche aus dem 11./12. Jahrhundert. Diese Kirche wurde Ende des 15. Jahrhunderts im gotischen Stil um den Westturm und einen rechteckigen Chorraum im Osten erweitert.
Im Jahr 1874 wurde der Chor durch den neugotischen Fünfachtelschluss ersetzt. Die Kirche wurde komplett renoviert und im Stil der Neugotik umgestaltet.
Der letzte größere Baumaßnahme erfolgte 1964/1965, als nach Norden hin ein großer Anbau errichtet wurde. Seit der Sanierung 1998/1999 nach Plänen des Düsseldorfer Architekten Bruno Braun sind die alte und die neue Kirche stärker aufeinander bezogen.

## Architektur
Die Kirche besteht aus mehreren Baukörpern, die durch das unverputzte Mauerwerk aus hellen Quadern verbunden werden. Die geostete, im Kern romanische Kirche wird von einem Satteldach bedeckt. Strebepfeiler und Spitzbogenfenster mit zweibahnigem Maßwerk gliedern die Langseiten. Der neugotische polygonale Chor ist niedriger als das Schiff. Er hat ebenfalls Strebepfeiler und Maßwerkfenster mit Nonnenköpfen und Dreipass. Der gotische Westturm wird durch ein umlaufendes Gesims in zwei Geschosse geteilt. Im Obergeschoss sind in jede Richtung Schallöffnungen für das Geläut und im Westen des Untergeschosses ist ein Maßwerkfenster eingelassen. Im Norden schließt sich der große moderne Anbau unter einem Satteldach an. Die Sakristei im Nordwesten hat ein Schleppdach.

## Ausstattung
Der alte Teil der Kirche dient als Raum für Werktagsgottesdienste, Tauffeiern und Andachten. Neben dem pokalförmigen Taufstein von 1874 wurde 2007 ein „Taufgarten“ gestaltet mit Fotos der Täuflinge eines Kalenderjahres. In der neuen Kirche sind Altar, Ambo und Tabernakel aufgestellt. Der Kölner Künstler Arne Bernd Raue fertigte diese Teile aus Anröchter Dolomit. In der Apsis befindet sich ein alter Korpus, umrahmt von einem modernen Kreuz aus Stahl. In den Seitennischen befinden sich zwei wertvolle Holzfiguren, die aus Eiche geschnitzt wurden: der hl. Antonius Abbas entstand um 1740. Um 1520 schuf der Meister von Osnabrück die Figur der Anna selbdritt.

## Orgel
In der Kirche befindet sich seit 1975 eine Orgel der Firma Vierdag (Enschede). Seit 2001 werden die Orgeldienste vom jeweiligen Regionalkantor von St. Bonifatius wahrgenommen.
| I Manual C–g3   |    |
| Principal       | 8′ |
| Rohrflöte       | 8′ |
| Octave          | 4′ |
| Blockflöte      | 4′ |
| Schwegel        | 2′ |
| Rauschpfeife II |    |
| Mixtur III      |    |

| II Manual C–g3  |    |
| Bleigedackt     | 8′ |
| Rohrflöte       | 4′ |
| Octave          | 2′ |
| Sifflet         | 1′ |
| Sesquialtera II |    |
|                 |    |
| Tremulant       |    |

| Pedal C–f1 |     |
| Subbaß     | 16′ |
| Octave     | 8′  |
| Octave     | 4′  |

- Koppeln: II/I, I/P, II/P